# محمد بلهادي
محمد بلهادي (بالفرنسية: Mohamed Belhadi)‏ (من موليد 13 يوليو 1986 في البليدة) هو لاعب كرة قدم جزائري يلعب لصالح مولودية العلمة كمدافع.

## روابط خارجية
- محمد بلهادي على موقع قاعدة بيانات كرة القدم.إي يو (الإنجليزية)
- محمد بلهادي على موقع Soccerway.com (الإنجليزية)